# Alte Superintendentur Sulingen

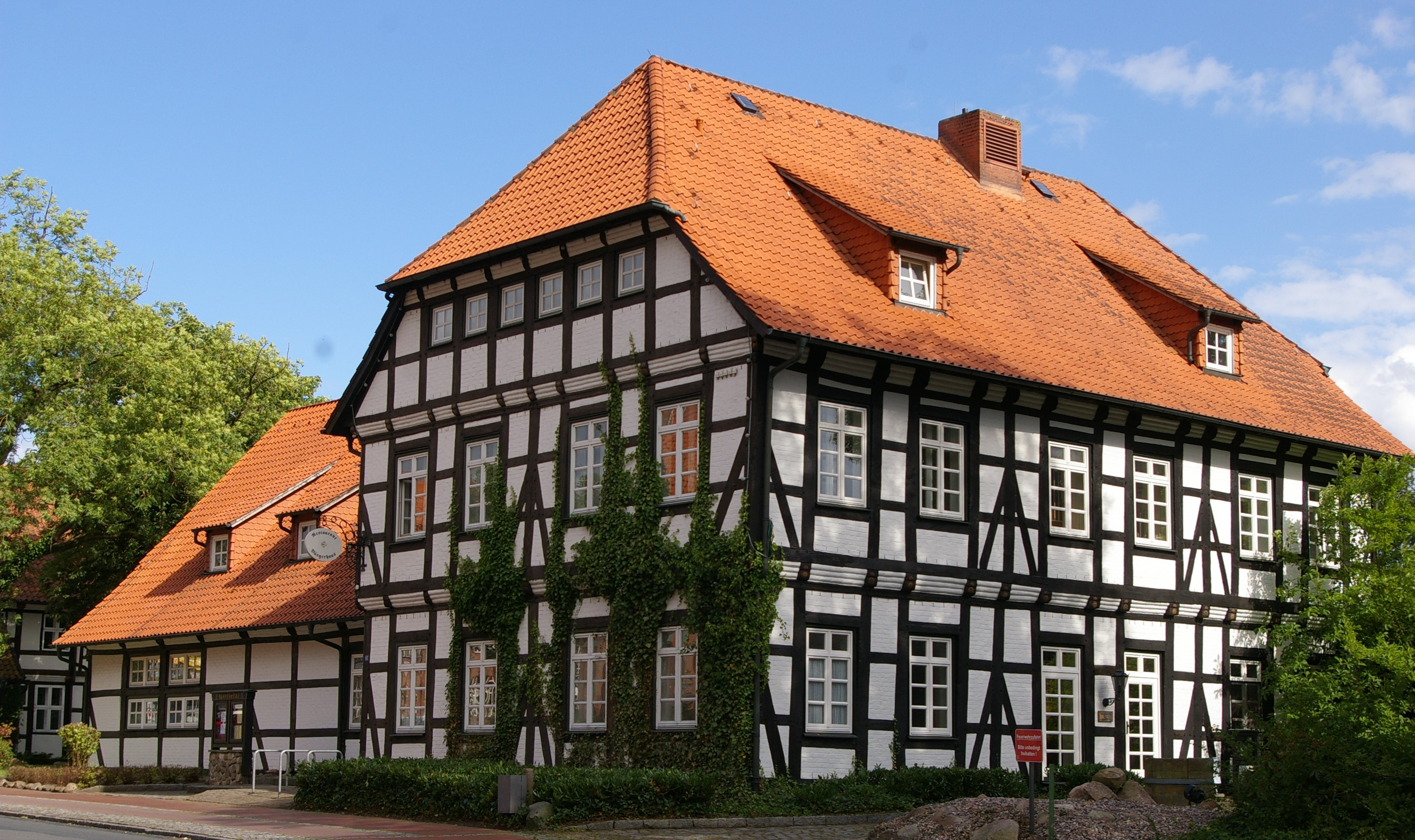
Alte Superintendentur Sulingen

Die ehemalige Alte Superintendentur Sulingen, heute Bürgerhaus Sulingen im Landkreis Diepholz, Langestraße 67, steht unter Denkmalschutz.

## Geschichte

### Alte Superintendentur
1588 wurde die 1. Pfarrstelle mit der Superintendentur der Inspektion Sulingen verbunden, später auch mit der Inspektion Wildeshausen. Dazu zählten zahlreiche, im Verlauf der Jahrhunderte teils wechselnde Kirchengemeinden.
Gegenüber der Nicolaikirche stand als Fachwerkbau das Pfarrhaus, die spätere Superintendentur. Am Anfang des 18. Jahrhunderts brannten dieses Haus sowie das Kantorhaus und der Ratskeller ab. 1719 wurden beim großen Stadtbrand fast alle Häuser des Ortes vernichtet. Den Wiederaufbau plante der Ingenieur-Leutnant Eden.
1721, zur Zeit des Barocks, fand an gleicher Stelle der Wiederaufbau statt. Der zweigeschossige Fachwerkbau war das erste Haus nach dem Brand: Es hat ein Krüppelwalmdach und zwei kleine Auskragungen an der Giebelseite. Daneben entstand ein eingeschossiger Anbau mit Satteldach. Westlich davon steht die Alte Bürgermeisterei Sulingen als Fachwerkhaus von 1753 mit Tourismus-Information und Kulturverein. Es ist auch Ort für kulturelle Veranstaltungen, Tagungen und Trauungen.

### Bürgerhaus Sulingen
Bis 1981 wurde das städtische Gebäude nach Plänen von Gerhard Müller-Menckens saniert und umgebaut zu einem Bürgerhaus mit Saal  und Versammlungsräumen. Hier finden kulturelle Veranstaltungen statt: Kammerkonzerte, Vorträge, Kunstausstellungen bzw. Kindertheater. Das Stadtarchiv ist hier untergebracht. Bei den Restaurierungsarbeiten in den 1980er Jahren wurde neben einer Grabplatte von 1633 im Eingangsbereich ein Brunnen aus Sandstein freigelegt. Seit einem weiteren Umbau von 2017 befindet sich hier ein Café mit Gastronomieangeboten der Delme-Werkstätten.